# Felice Lacerra

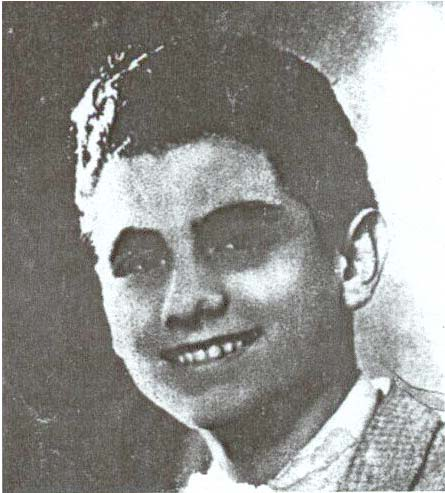
Felice Lacerra

Felice Lacerra (Sesto San Giovanni, 22 agosto 1927 – Cibeno, 12 luglio 1944) è stato un partigiano italiano, morto nell'eccidio di Cibeno.

## Biografia
Nel 1941, a 14 anni, diventò apprendista operaio presso la V sezione Aeronautica della Breda. Lì conobbe alcuni membri della Resistenza ed entrò nei Gruppi di Azione Patriottica.
Successivamente venne infiltrato nel Partito Nazionale Fascista ed informò di una riunione organizzata per il 10 febbraio 1944 presso la sede del fascio repubblichino di Sesto. Venne organizzato un attentato, al quale Lacerra partecipò aprendo la porta ai gappisti del Distaccamento 5 Giornate. Quattro fascisti furono uccisi e altri feriti.
Per motivi sconosciuti, il giorno successivo, invece di raggiungere i partigiani in montagna, il ragazzo andò normalmente al lavoro e fu arrestato per dissidenza. Venne rinchiuso nel macello di Monza e poi trasferito nel carcere di San Vittore a Milano. Fu torturato e rivelò alcuni dei nomi degli altri partecipanti. Uno degli altri fermati, Luigi Ceriani, fece molti nomi, portando allo smantellamento del distaccamento gappista.
Il 27 aprile fu trasferito a Carpi, in provincia di Modena, per essere rinchiuso nel campo di concentramento di Fossoli. Con gli altri antifascisti il ragazzo vi fu trattenuto per poco più di due mesi, e fu poi fucilato nel poligono di Cibeno con altri sessantasei internati. Felice, non ancora diciassettenne, fu la più giovane vittima della strage. Di lui, l'Archivio della Fondazione ex Campo Fossoli conserva una fotocopia dell'ultima ottimistica lettera mandata ai genitori. La missiva di Felice Lacerra è riprodotta anche nella base di dati "Ultime lettere di condannati a morte e di deportati della Resistenza Italiana". Al giovanissimo martire del fascismo il Comune di Sesto San Giovanni ha intitolato una strada. Marco Manuele Paolini gli ha dedicato il libro Il ragazzo della Quinta.